# نبل
نُبل (به عربی: نُبل یا نُبُّل) یک منطقهٔ مسکونی شیعه‌نشین در کشور سوریه است که در بخشِ اعزاز واقع شده‌است.

## محاصره
نبل به مدتِ چهار سال در محاصرهٔ داعش بود. سرانجام، نیروی زمینیِ سوریه و متحدانش توانستند محاصرهٔ نظامیِ دو شهرکِ شیعیِ نُبل و الزهراء را در شمالِ غربیِ سوریه در هم بشکنند. دولت سوریه می‌گوید اهالی نبل در مدت 4 سال ارتباطشان با بیرون قطع شده بود.

## خصوصیات
نبل نزدیک به ۵۰ هزار نفر جمعیت دارد.